# Kp Pisang Bucue
Kp Pisang Bucue is een bestuurslaag in het regentschap Pidie van de provincie Atjeh, Indonesië. Kp Pisang Bucue telt 593 inwoners (volkstelling 2010).